# Carolina Chang
Carolina Chang es una científica en computación venezolana, experta en inteligencia artificial y aprendizaje de máquinas. Actualmente es profesora asociada en el Departamento de Computación y Tecnología de la Información en la Universidad Simón Bolívar de Caracas. Desde 1999 es miembro del Grupo de Inteligencia Artificial de la universidad.

## Carrera
Chang actualmente es profesora del Departamento de Ciencias de la Computación e Informática de la Universidad Simón Bolívar de Caracas. Desde 1999 es miembro del Grupo de Inteligencia Artificial de la universidad. En 2007, formó parte del Cuerpo de Bomberos Voluntarios de la universidad. Tras presenciar un incendio en un vivero y ver que todas las plantas se quemaron, Chang tuvo la idea de crear una "maceta inteligente" que pudiera moverse para evitar el fuego, llamando al robot "Bioleta Mata". En 2008 presentó el robot en la Campus Party Iberoamericana, celebrada en El Salvador, y al año siguiente le añadió sensores de contacto.
En 2012 impartió un curso de Introducción a la Robótica en el Liceo Emil Friedman, en Caracas, utilizando Lego Mindstorms NXT 2.0 entre enero y marzo. En 2012 fue galardonada con el Premio Anual de la Universidad Simón Bolívar por "su destacada labor académica" durante el período académico 2010-2011, y nuevamente en 2014 por el período académico 2012-2013. En 2020 fue nombrada directora del Laboratorio F de la universidad. Para 2022 se desempeñaba como miembro del Comité Asesor del Rector.

## Publicaciones
- A*mbush family: A* Variations for Ambush Behavior And Path Diversity Generation. (2012)
- Teeth/Palate and Interdental Segmentation Using Artificial Neural Networks. (2012)
- Estimación de la susceptibilidad a deslizamientos en masa usando redes neuronales basados en el modelo FALCON-ART. (2012)
- Real-time video smoothing for small RC helicopters. (2009)
- Two Algorithms for Measuring Human Breathing Rate Automatically. (2009)
- Towards Robot-Assisted Mass-Casualty Triage. (2007)
- Using sensor habituation in mobile robots to reduce oscillatory movements in narrow corridors. (2005)
- A method to detect victims in search and rescue operations using template matching. (2005)
- An Approach to Vision-Based Person Detection in Robotic Applications. (2005)
- Second-Order Conditioning in Mobile Robots. (2002)
- Sequence Learning in Mobile Robots using Avalanche Neural Networks. (2001)
- Combining associative learning and nonassociative learning to achieve robust reactive navigation in mobile robots. (2000)
- Improving Hallway Navigation in Mobile Robots with Sensor Habituation. (2000)
- Learning, Vision and Sonar Recognition with Mobile Robots. (1999)
- Application of biological learning theories to mobile robot avoidance and approach behaviors. (1998)
- Parameter estimation in superposition of decaying exponentials Archivado el 19 de noviembre de 2018 en Wayback Machine.. (1998)
- A neural network model of avoidance and approach behaviors for mobile robots. (1997)
- Neural competitive maps for reactive and adaptive navigation. (1997)
- A model of operant conditioning for adaptive obstacle avoidance. (1996)